# Hohenlohe-Kirchberg

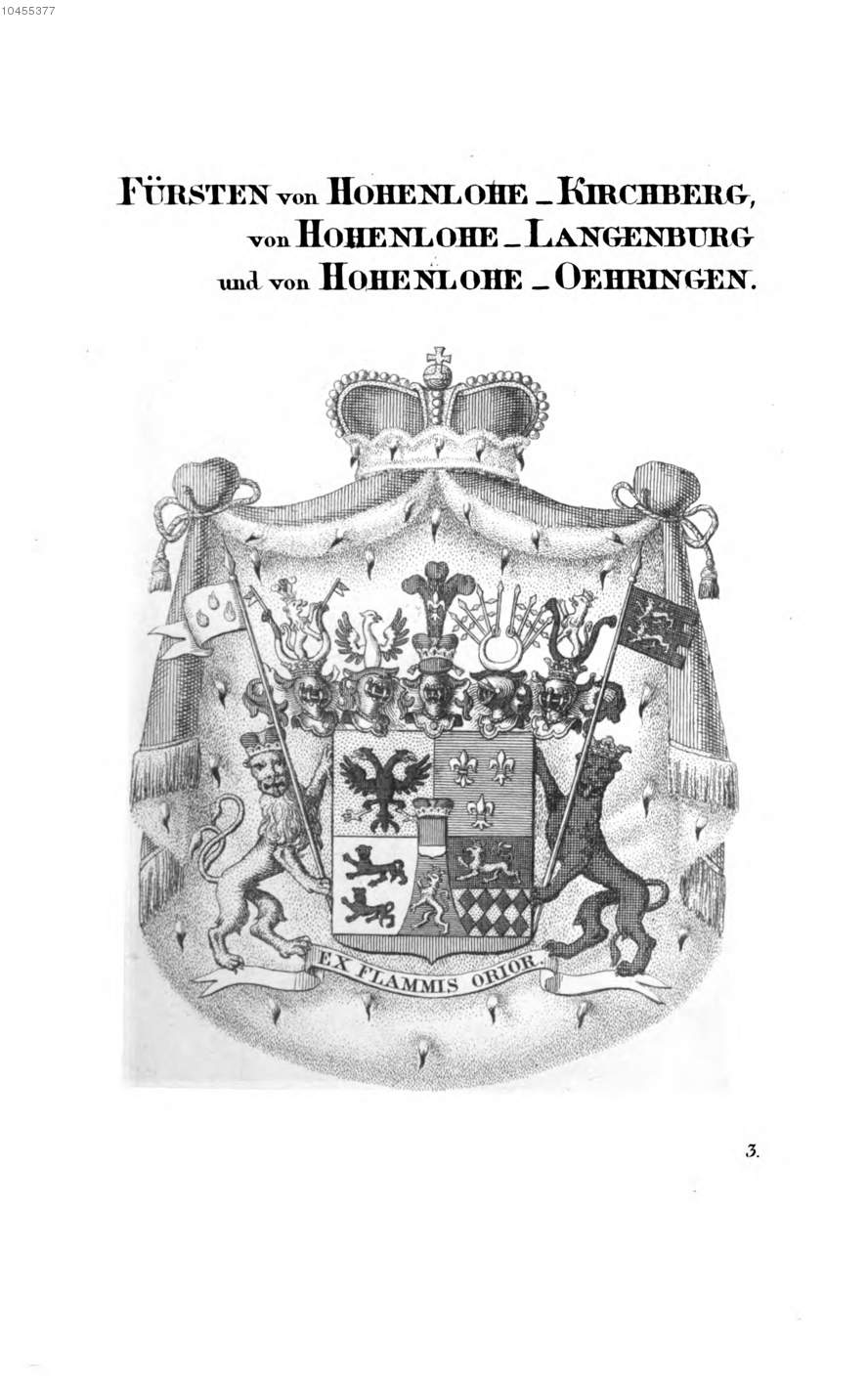
Escudo de armas de Hohenlohe-Kirchberg

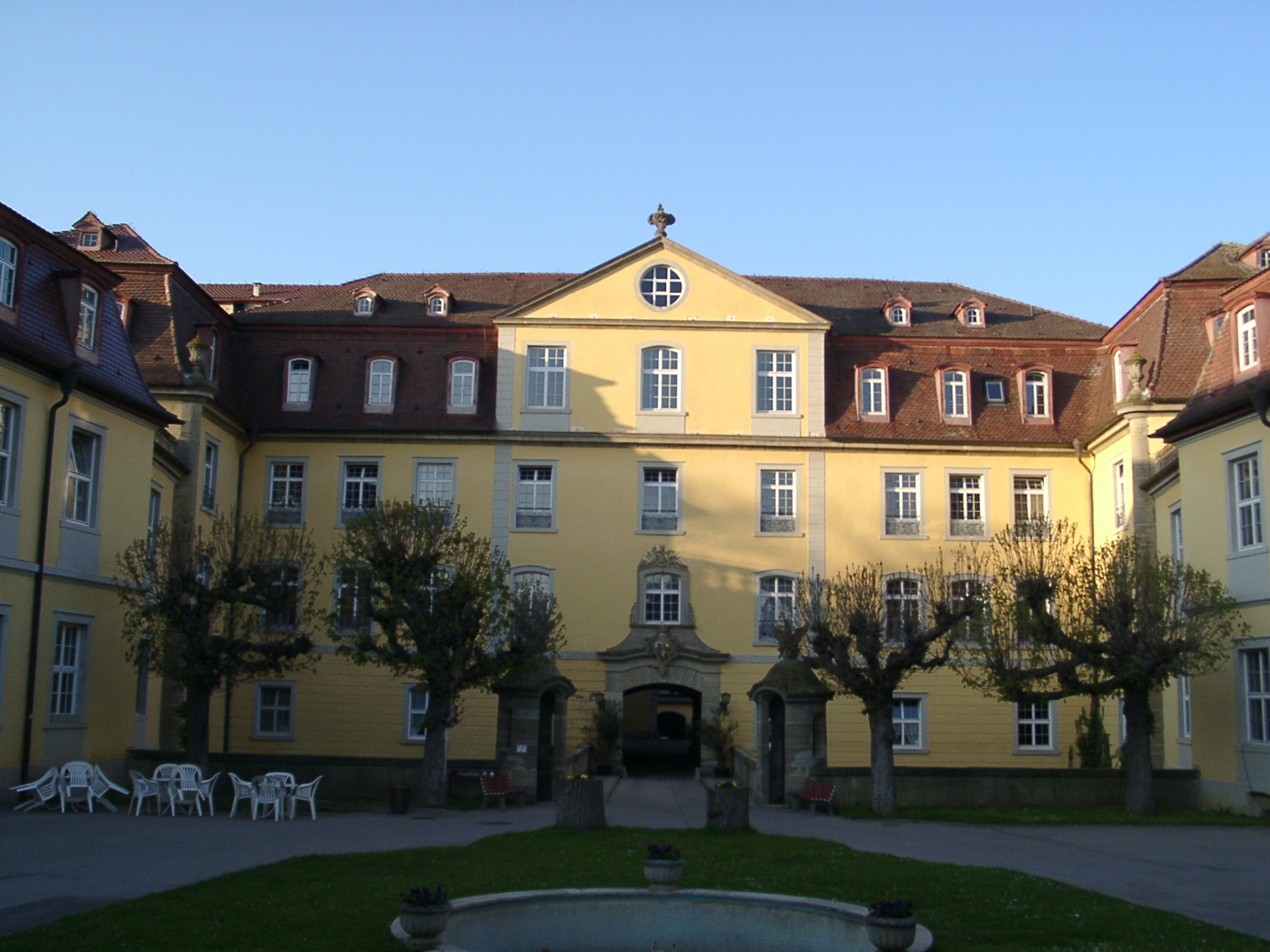
Castillo de Kirchberg, antigua sede de la familia gobernante de Hohenlohe-Kirchberg.

Hohenlohe-Kirchberg fue un Condado alemán localizado en el nordeste de Baden-Württemberg, Alemania, en torno a la ciudad de Kirchberg. Fue gobernado por una rama de la familia Hohenlohe. El condado de Kirchberg estaba situado entre los territorios de Brandeburgo-Ansbach al norte y al este, la Ciudad Libre de Schwäbisch Hall al sur, y Langenburg (gobernado por Hohenlohe-Langenburg) al oeste. Hohenlohe-Kirchberg era una partición de Hohenlohe-Langenburg. Fue elevado de Condado a Principado en 1764, mediatizado a Baviera en 1806, y vendido a Wurtemberg en 1810.

## Condes de Hohenlohe-Kirchberg (1701-1764)
- Federico Everardo (Conde de Hohenlohe-Langenburg) (1701-1737)
- Carlos Augusto (1737-1764)

## Príncipes de Hohenlohe-Kirchberg (1764-1806)
- Carlos Augusto (1764-1767)
- Cristián Federico Carlos (1767-1806)
- Federico Guillermo (3 de diciembre de 1732 - 10 de agosto de 1796)

- Datos: Q3139179